# Oedemera femorata
Espèce
Oedemera femorata est une espèce d'insecte de l'ordre des coléoptères, de la famille des Oedemeridae.

## Description

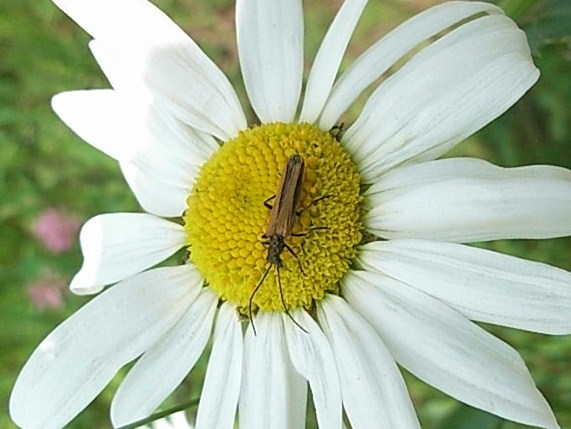
Oedemera femorata - femelle

Insecte allongé, d'environ 13 mm, au corps et élytres mous, jaunâtres ou jaune-grisâtre. Comme d'autres espèces du genre Oedemera, les mâles ont les fémurs postérieurs très développés (photo).

## Biologie
Les adultes sont visibles d'avril à août, se nourrissent du pollen des fleurs. Les larves se développent dans le bois pourri. 

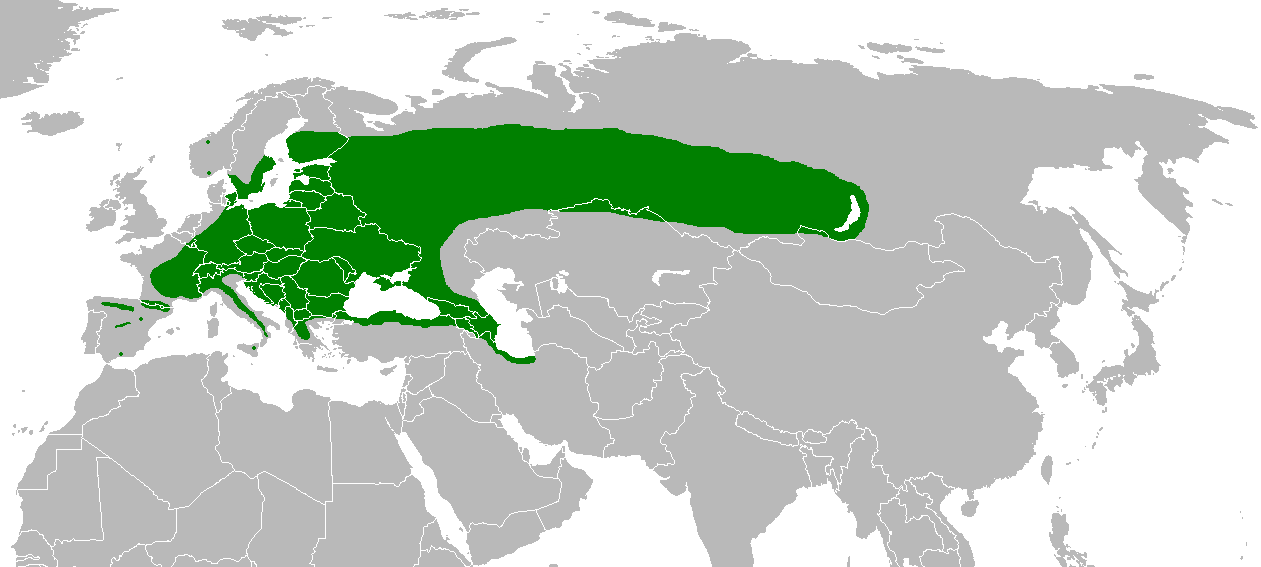
Distribution

## Distribution
Eurasiatique.